# Farsø
Farsø je dansko mjesto koje se nalazi u općini Vesthimmerland, unutar regije Sjeverni Jutland. Do 2007. godine, Farsø se nalazio unutar istoimene općine. Međutim, tada je u zemlji provedena općinska reforma tako da je Farsø spojen s općinama Løgstør, Aalestrup i Aars u novoformiranu općinu Vesthimmerland.
Mjesto je na početku 2013. godine imalo 3.345 stanovnika.

## Poznate ličnosti
- Johannes Vilhelm Jensen (1873. – 1950.): danski kniževnik i dobitnik Nobelove nagrade za književnost 1944. godine.
- Thit Jensen (1876. – 1957.): danska književnica.

## Vanjske poveznice
- Službena web stranica mjesta

## Vidjeti također
- Vesthimmerland (općina)